# V-chip

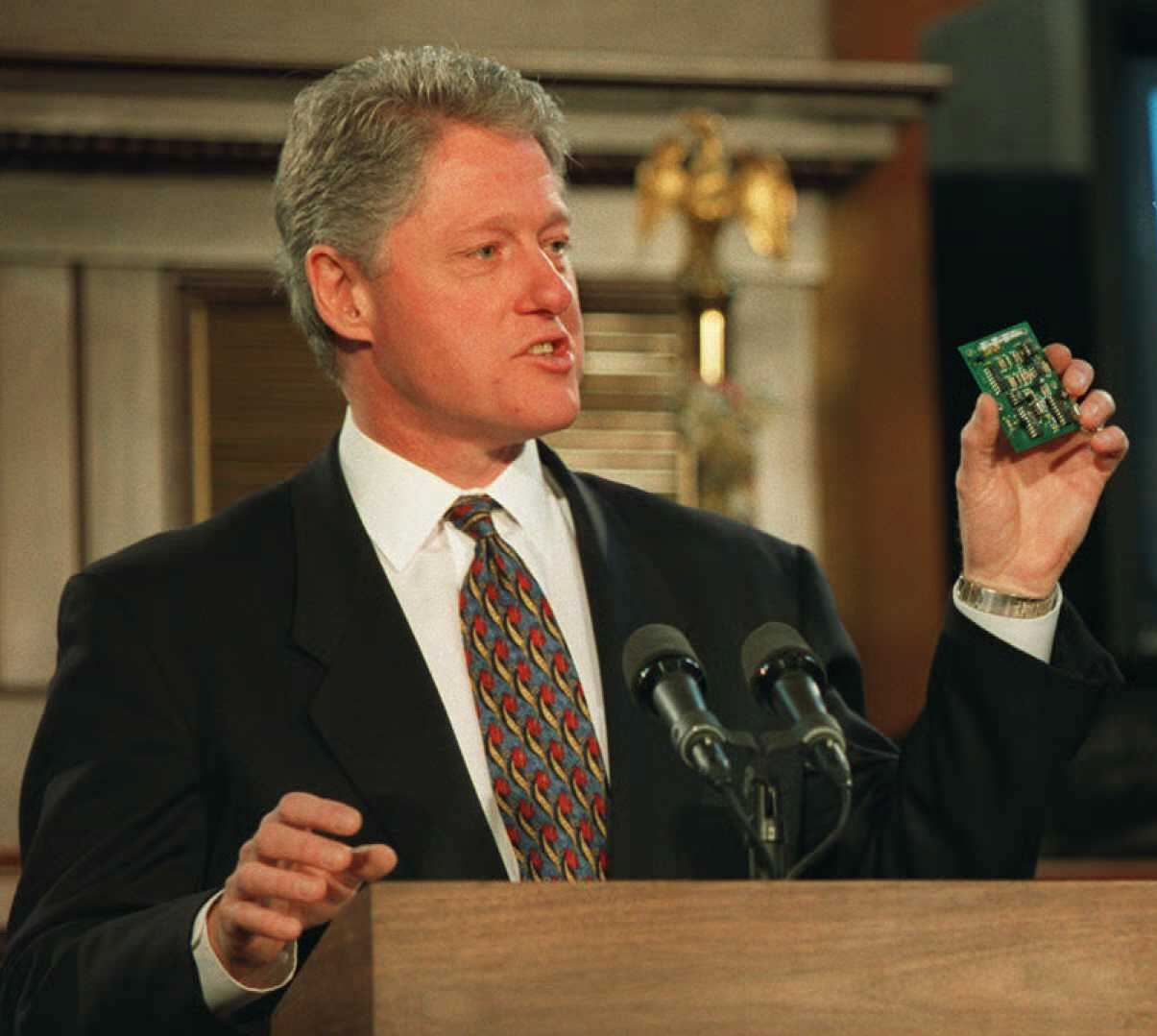
Bill Clinton bemutatja a V-chipet

„A violence-chip, azaz az erőszakcsip a kanadai Tim Collings mérnök-professzor által kifejlesztett, TV készülékbe építhető mikrochip, amely képes a műsorszámok besorolásának (rating) felismerésére egy szabványos jelzésrendszer alapján. Így a szülő által nem kívánatosnak minősített műsorszámok szignálját blokkolja, azaz a műsorszámok alatt a képernyő sötét marad.
Az erőszak szó angol megfelelőjének (violence) kezdőbetűjéről elnevezett eszköz valójában a durva vagy pornográf műsorokat blokkoló áramkör. Ha viszont a műsorszolgáltatók nem akarták műsoraikat az egyes kategóriáknak megfelelő jellel ellátni, a v-chip nem ismeri fel, mit kell kiszűrnie.
Az USA-ban 1996-ban döntött úgy a kongresszus, hogy bevezetik a kanadaiak által feltalált V-chip-et. A Szövetségi Kommunikációs Bizottság (Federal Communications Commission) 2000-ben kiadott rendelete szerint minden háztartásba be kell építeni.

Működése
A V-chip előnye, hogy a programozása meglehetősen egyszerű és bármikor megváltoztatható. A programozást csak az a személy végezheti, aki ismeri a személyi azonosító kódot, amely minden V-chiphez jár. Ezen azonosító kód birtokában beütheti mindazon kategóriákat, amelyeket le akar tiltani, ily módon megakadályozva, hogy a letiltott kategóriájú műsorokat a kiskorú megnézhesse. Amennyiben a szülő szeretné valamelyik, a gyermek számára letiltott műsort megnézni, csak be kell ütnie a személyi azonosító kódját, ezáltal a tiltás deaktiválódik. A chip memóriája azonban továbbra is megőrzi a beprogramozott információt, így a kód újbóli beütésével, a rendszer automatikusan visszaállítható. 
Előzmények
A kitűnő találmányt egy nemzeti tragédia ihlette. 1989-ben egy műszaki egyetemen 14 diáklányt gyilkoltak meg brutális módon, és a gyanúsítottnál tartott házkutatáskor, tucatnyi erőszakos filmeket tartalmazó videókazettát találtak. A videókazettákon olyan tartalmak is voltak, melyeket a televízióból rögzítettek. Az eset a közvélemény óriási felháborodását váltotta ki. Amerikában 2000 óta minden a kereskedelemben kapható, 33 cm-nél nagyobb képátlóval rendelkező tévékészüléket ellátnak V-chippel.
Az amerikai v-chip történetének egyik legfontosabb tanulsága, hogy a besorolási kötelezettség igen nehéz feladatot ró a műsorszolgáltatóra, hiszen olyan alapvető érdekellentétet rejt magában, amely valószínűleg kibékíthetetlen. Azokban az országokban, ahol az emberek szabadidejük meghatározó részét a tévé előtt töltik, és a csatornák a nézettségért folyó versenyben vad konkurencia-harcban állnak egymással, a műsorkészítőknek olyan műsorokat kell kínálniuk, amelyek a nézőket nagy valószínűséggel érdeklik. Az erőszak pedig - amint egy ORTT megbízásából készült kutatás is igazolja – alkalmas arra, hogy a műsorszolgáltatók fenntarthassák a kívánt nézettségi szintet.
2001-ben még nem láttak arra módot, hogy a V-chip Európába is betörjön, mivel az analóg technika akkoriban behatárolta a lehetőségeket. Ma viszont egyre több háztartásban van elérhető digitális szolgáltatás, és az Unió Bizottsága 2011 óta minden tagállamnak kötelezővé tette az elektronikus szülői zár használatát. 